# Juan Pujol (Corrientes)
Juan Pujol is een plaats in het Argentijnse bestuurlijke gebied Monte Caseros in de provincie Corrientes. De plaats telt 1.487 inwoners.